# Médaille de la Résistance
La Medalla de la Resistencia (en francés "Médaille de la Résistance") se refiere a una condecoración de guerra francesa de la Segunda Guerra Mundial. Fue creada por el general Charles de Gaulle con el fin «de reconocer los notables actos de fe y de coraje que, en Francia, en el imperio y en el extranjero, han contribuido a la resistencia del pueblo francés contra el enemigo y contra sus cómplices, desde el 18 de junio de 1940». 
Fue concedida a 44.000 personas vivas y a otras 20.000 póstumamente, recompensando a las fuerzas regulares así como a las de la resistencia clandestina, durante la ocupación de Francia por parte de las tropas alemanas en la Segunda Guerra Mundial. La Medalla dejó de entregarse el 31 de diciembre de 1947, en Indochina, y el 31 de marzo de 1947 en el resto del mundo.
La Medalla consta de una cinta en rojo y negro con la Cruz de Lorena y la fecha del inicio de la ocupación alemana en números romanos: XVIII.VI.MCMXL (18 de junio de 1940). En el reverso, la inscripción: "La Patria No Olvida" ("Patria non immemor" (). Consta de dos rangos: medalla simple y con roseta. Esta última se adjudicó a 4.253 personas.
Fue otorgada asimismo a 21 unidades del ejército, 14 de la marina, 6 ciudades, escuelas y hospitales, y a otras ocho instituciones, incluyendo conventos.

- Datos: Q670473
- Multimedia: Médaille de la Résistance / Q670473